# 佩罗坦陨击坑
佩罗坦陨击坑（Perrotin）是火星科普剌塔斯区的一座撞击坑，中心坐标位于南纬2.82度、西经77.94度，直径为82.82公里，其名称取自曾研究过该行星上暗线纹的法国天文学家亨利·约瑟夫·阿纳斯塔斯·佩罗坦，1988年被国际天文联合会正式批准接受。

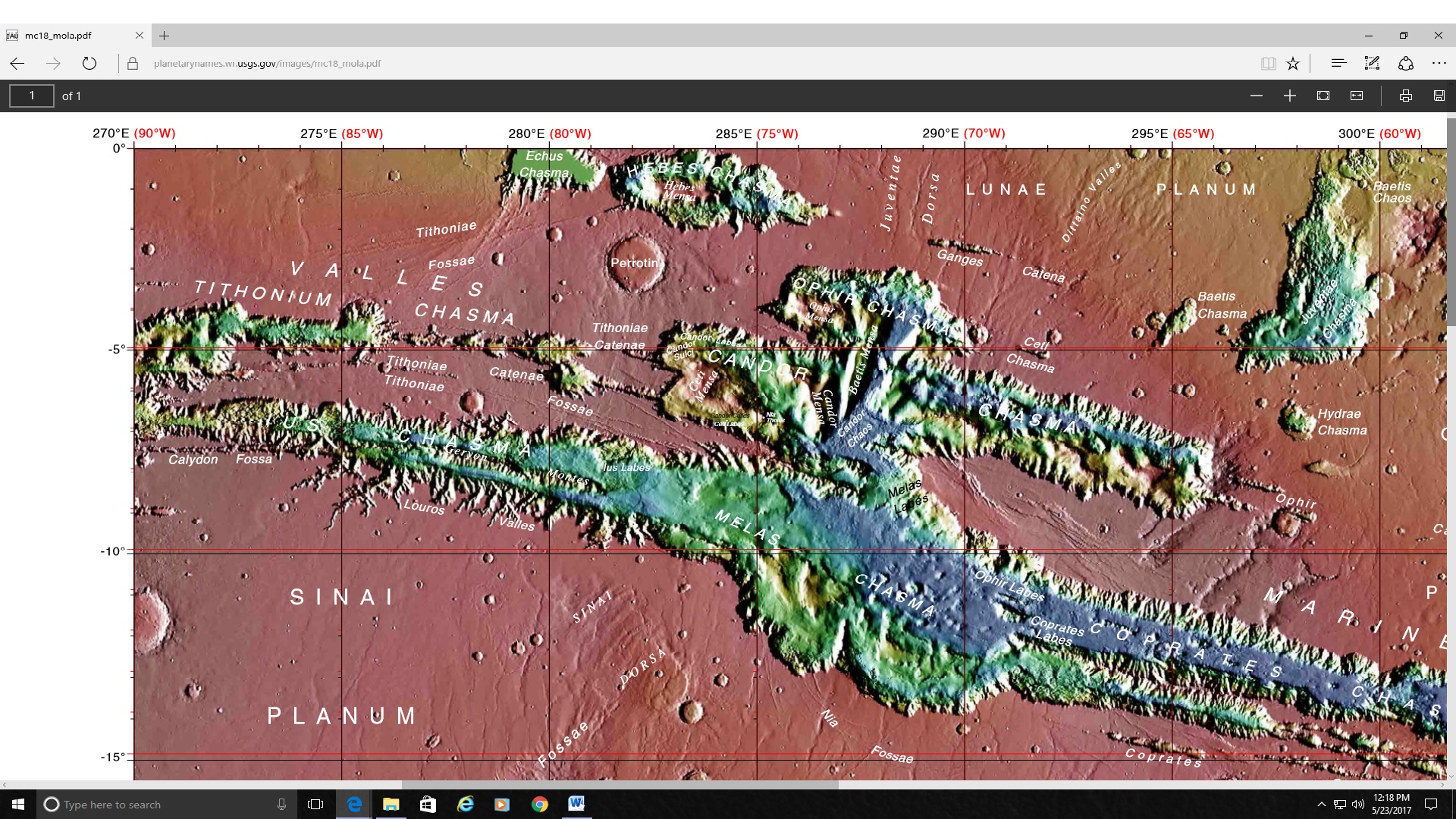
科普剌塔斯区西北部，佩罗坦陨击坑就位于地图左上角。

## 另请查看
- 火星撞击坑